# 遺產酌給
遺產酌給是指被繼承人死亡後，其生前繼續扶養之人可以向繼承人或遺產管理人請求酌給遺產。一般認為遺產酌給制度旨在貫徹「死後扶養」的思想，為了避免被繼承人生前繼續扶養之人因其死亡而頓失依靠，法律規定受扶養之人可以請求酌給遺產。
明戶律戶役門立嫡子違法條附例規定，若義男、女婿為所後之親喜悅者，聽其相為依倚，不許繼子並本生父母，用計逼逐，仍依大明令分給財產。清律亦有相同規定，大清明律草案第1469條規定，乞養義子或收養三歲以下遺棄小兒，或贅婿，素與相為依倚，得酌給遺產，使其承受。
由於明清律例對此有所規範，因而中華民國民法第1149條的類似規定，故有學者認為遺產酌給制度，係沿襲中國舊律之固有制度而來，並非繼受其他國家之立法例。但部分大陸法系國家在訂定民法時，也有主張繼承人以外之第三人，因被繼承人死亡，而生活可能無著，值得同情，應本於死後扶養精神，予以酌給遺產。
1. ↑  林, 秀雄. . 台北市: 元照. 2015: 86. ISBN 978-986-255-522-4.
2. ↑  陳, 棋炎; 黃, 宗樂; 郭, 振恭. . 台北市: 三民書局. 2011: 115. ISBN 978-957-14-5560-0.

## 要件
- 請求酌給遺產之人必須是被繼承人生前繼續扶養之人
- 請求酌給遺產之人，依現行中華民國最高法院見解，須為不能維持生活而無謀生能力之人[1]
- 被繼承人未為相當的遺贈[2]

## 台灣
在台灣，遺產酌給規定在民法第1149條，被繼承人生前繼續扶養之人，應由親屬會議依其所受扶養之程度及其他關係，酌給遺產。因此請求酌給遺產之人必須先請求召開親屬會議，定出遺產酌給的數額以後，再向繼承人或遺產管理人請求。因此，遺產酌給請求權事實上包含了「酌定金額請求權」和「酌給請求權」兩者，並由繼承人向之為給付。
1. ↑  參79年臺上字2629號判例
2. ↑  參26年渝上字第59號